# Baleathiguppe, Pandavapura
Baleathiguppe là một làng thuộc tehsil Pandavapura, huyện Mandya, bang Karnataka, Ấn Độ.